# Капацитивен трансформатор
Капацитивният трансформатор за напрежение преобразува високи входни стойности в стойности, които лесно могат да бъдат измерени чрез измервателния уред. Капацитивният трансформатор на напрежение Capacitive Voltage Transformer (CVT) се нарича също капацитивен потенциален трансформатор. Най-честото им приложение е при измерване на средни, високи и свръхвисоки напрежения.

## Принцип на работа
Капацитивният трансформатор се използва в комбинация с помощен трансформатор и индуктивен елемент. Капацитивният разделител на потенциал намалява високото напрежение на входа и го превръща в ниско напрежение. Изходното напрежение на капацитивния потенциален трансформатор се намалява допълнително с помощта на спомагателния трансформатор. Местата на кондензаторите близо до земния контур. Те имат високи капацитети в сравнение с тези, поставени в близост до електропровода. Високата стойност на капацитетите означава, че импедансът на тази част от потенциалния делител става нисък. По този начин ниските напрежения преминават към спомагателния трансформатор. Допълнителният трансформатор допълнително намалява напреженията. Към намотката на спомагателния трансформатор се слага и спомагателен реактор.